# ماهوربرنجی سفلی
ماهوربرنجی سفلی، روستایی از توابع بخش سردشت شهرستان دزفول در استان خوزستان ایران است.

## جمعیت
این روستا در دهستان ماهوربرنجی قرار دارد و براساس سرشماری مرکز آمار ایران در سال ۱۳90، جمعیت آن 957 نفر (۱83
خانوار) بوده‌است.